# 蘇庫略山
12°59′10″S 75°21′41″W / 12.98611°S 75.36139°W

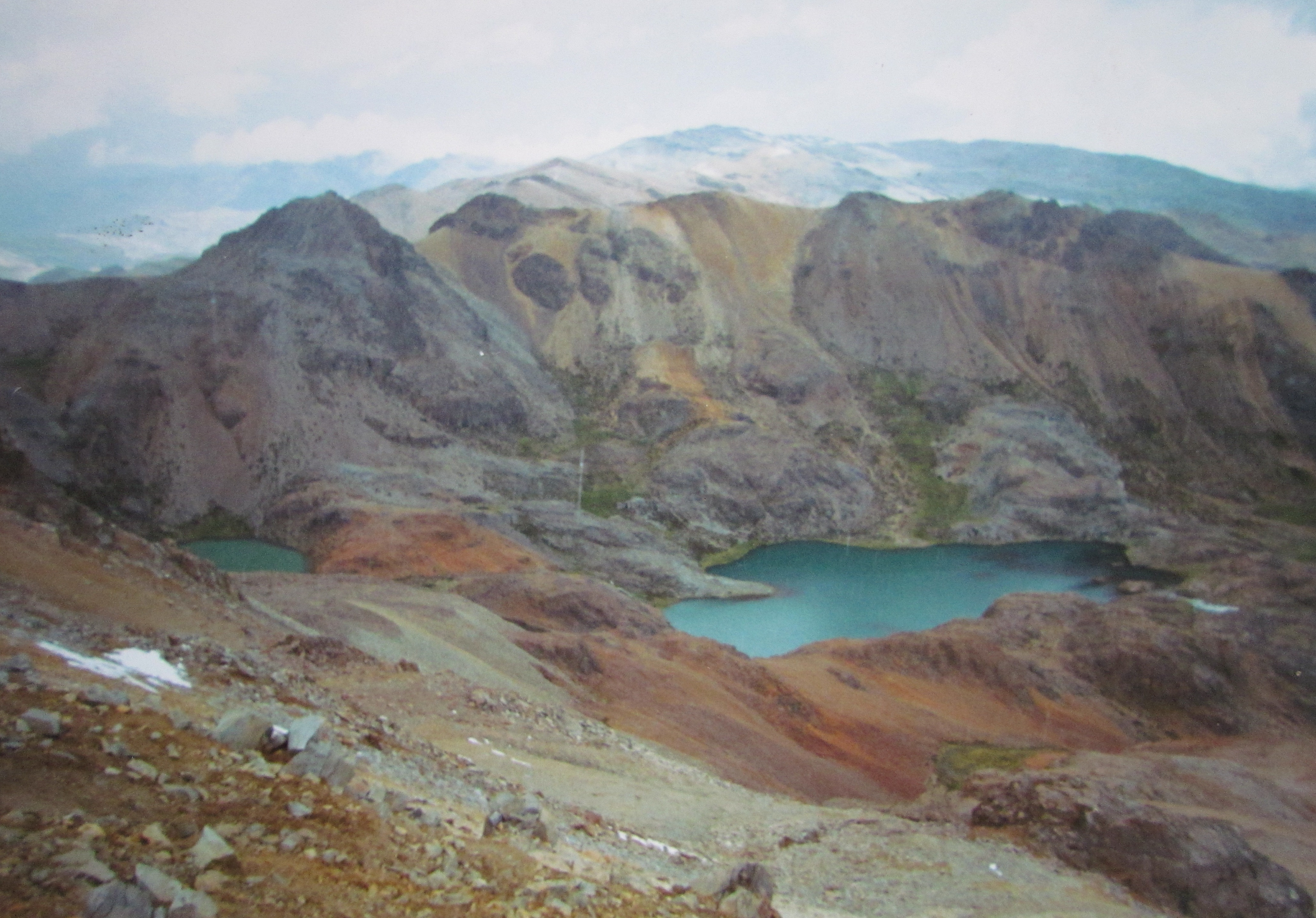

蘇庫略山（Sukullu），是秘魯的山峰，位於該國中南部萬卡韋利卡大區，由奧拉瓦區和奧拉瓦區負責管轄，屬於瓊塔山脈的一部分，海拔高度5,095米。